# Timersoqatigiiffiit Assammik Arsartartut Kattuffiat
Timersoqatigiiffiit Assammik Arsartartut Kattuffiat (etwa „Verband der Handballsportvereine“, seltener Timersoqatigiit Assammik Arsaattartut Kattuffiat etwa „Verband der Handballmannschaftssportvereine“, abgekürzt TAAK, dänisch Grønlands Håndbold Forbund (GHF) „Grönlands Handballverband“) ist der grönländische Handballverband.

## Geschichte
Der Verband wurde im Mai 1974 gegründet und hatte anfangs sieben Mitgliedsvereine, drei aus Nuuk, zwei aus Sisimiut und je einen aus Maniitsoq und Qaqortoq. Zu diesem Zeitpunkt verfügten nur diese vier Städte über eine Sporthalle. Dort wurde jedoch bereits vor der Gründung des Verbands Handball gespielt. Kurz nach der Gründung wurde der Verband in die Dachorganisation Grønlands Idrætsforbund aufgenommen. Noch 1974 wurde eine Handballmeisterschaft veranstaltet, die von GSS Nuuk gewonnen wurde. Im Folgejahr gewann S-68 Sisimiut.
1980 bestritten die grönländische Männer-Handballnationalmannschaft und die grönländische Frauen-Handballnationalmannschaft ihre ersten beiden Spiele, jeweils zweimal gegen die Färöer. Alle vier Spiele gingen verloren.
1998 wurde der Verband Mitglied der Internationalen Handballföderation und der Pan-American Team Handball Federation und konnte somit fortan an Handballweltmeisterschaften teilnehmen. Die Männernationalmannschaft konnte sich seither dreimal für die Weltmeisterschaft qualifizieren. Sowohl 2001 als auch 2003 und 2007 landete Grönland auf den hinteren, wenn nicht sogar dem letzten Platz. Die Frauennationalmannschaft trat ein einziges Mal an und wurde 2001 Letzte. 2018 war der Verband Gastgeber für die Panamerikameisterschaft der Männer, welches das größte internationale Profisportereignis darstellt, das bisher in Grönland veranstaltet wurde. Im Juni 2023 richtet der Verband die Nordamerikanische und karibische Handballmeisterschaft der Frauen aus.

## Mitglieder
Mit Stand 2023 besteht der Verband aus elf Sportvereinen:
- S-94 Uummannaq
- N-48 Ilulissat
- Norsaq HC (Aasiaat)
- SAK Sisimiut
- Aĸigssiaĸ Maniitsoq
- K-37 Maniitsoq
- GSS Nuuk
- NÛK
- Nagtoralik Paamiut
- K-33 Qaqortoq
- Qaqortumi Assammik Arsartartut